# Charlie Villanueva
Charlie Alexander Villanueva (ur. 24 sierpnia 1984 w  dzielnicy Queens w Nowym Jorku) – amerykański zawodowy koszykarz, pochodzenia dominikańskiego, występujący na pozycji silnego skrzydłowego.
W 2003 wystąpił w meczu gwiazd amerykańskich szkół średnich – McDonald’s All-American. Został też wybrany zaliczony do II USA Today All-USA.
W pierwszym sezonie na parkietach NBA zdobywał średnio 13 punktów i 6, 4 zbiórek występując w 81 meczach. Zajął drugą pozycję wśród debiutantów pod względem zdobywanych punktów i zbieranych piłek, oraz trzecią w średnim czasie gry i zablokowanych rzutach. Dwunastokrotnie zaliczył double-double. Wystąpił w Rookie Challenge oraz został wybrany do NBA All-Rookie First Team. Na koniec sezonu 2005/2006 zajął drugie miejsce w głosowaniu na debiutanta roku.
Po pierwszym sezonie w barwach Toronto Raptors został oddany do Milwaukee Bucks w zamian za T.J. Forda. W sezonie 2008/2009 notował najwyższe średnio w karierze. Zdobywał 16,2 punktów i 6,7 zbiórek na mecz. W 2009 roku podpisał pięcioletnią umowę z Detroit Pistons, wartą 35 milionów dolarów. 18 września 2014 roku podpisał kontrakt z Dallas Mavericks.

## Osiągnięcia
Na podstawie, o ile nie zaznaczono inaczej.
NCAA
- Mistrz:
  - NCAA (2004)
  - turnieju konferencji Big East (2004)
  - sezonu regularnego Big East (2005)
- Uczestnik II rundy turnieju NCAA (2004, 2005)
- Zaliczony do:
  - I składu najlepszych pierwszorocznych zawodników Big East (2004)
  - II składu All-Big East (2005)

NBA
- Zaliczony do I składu debiutantów NBA (2006)[7]
- Uczestnik Rising Stars Challenge (2006)
- Debiutant miesiąca (grudzień 2005)

Reprezentacja
- Mistrz Ameryki U–21 (2004)
- Wicemistrz Ameryki Środkowej (2010)
- Brązowy medalista:
  - mistrzostw Ameryki (2011)
  - pucharu Jenaro „Tuto” Marchanda (2011)
- Uczestnik mistrzostw Ameryki (2009 – 5. miejsce, 2011)
- Zaliczony do II składu mistrzostw Ameryki (2009)